# Сузафон
Сузафон је лимени дувачки инструмент басовског регистра који је изумео амерички музичар чешког порекла Џон Филип Суза 1898. године. Носи се преко рамена, а корпус му је високо подигнут. Производи дубоке тонове. Осим од лима, овај инструмент може да се прави и од фибергласа и тада је лакши за ношење.

## Историја
Први сузафон је направио Џејмс Велш Пепер 1893. године на захтев Џона Филипа Сузе, који је био незадовољан хеликонима које је користио Марински бенд САД. Неки извори приписују заслуге К.Г. Кону за његову конструкцију, због првог сузафона који је направио касније 1898. године. Суза је желео инструмент сличан туби који би слао звук навише и преко бенда, слично као концертна (усправна) туба. Нови инструмент је имао огромно звоно усмерено право нагоре, пре него дирекционо звоно нормалног хеликона.
Сузафон је првобитно развијен као концертни инструмент, а не за марширање. Суза је желео нови инструмент за професионални бенд који је основао након одласка из маринаца, и тај бенд је марширао само једном. Суза је углавном користио сузафоне које је направио К.Г. Кон. Иако мање балансиран на телу свирача од хеликона, због великог спектакуларног звона високо у ваздуху, сузафон је задржао звук сличан туби тако што је значајно проширио отвор и грло инструмента. Његово усправно звоно довело је до тога да је инструмент назван „хватач кише”. Неке верзије овог дизајна су омогућиле да се звоно такође ротира унапред, пројектујући звук на предњи део бенда. Ова конфигурација звона остала је стандард неколико деценија и данас је стандард.
Овај инструмент се показао практичним за марширање, а до 1908. године га је усвојио Марински оркестар Сједињених Држава.
Верзије са карактеристичним додатним савијањем од 90° које чине звоно окренутим ка напред развијене су почетком 1900-их. Рани сузафони су имали звона пречника 22 in-diameter (560 mm), а звона од 24 in (610 mm) су била популарна током 1920-их. Од средине 1930-их па надаље, звона за сузафоне су стандардизована на пречнику од 26 in (660 mm). Неки већи сузафони (Монстер, Гранд, Џамбо, Џајант или Гранд Џамбо, у зависности од бренда) произведени су у ограниченим количинама.

## Запажени свирачи
Ворен Хардинг, 29. Председник Сједињених Држава, био је сузафонкси свирач који је свирао довољно добро да се придружи бенду који је прославио његов избор.
Џини Шредер бенда DeVotchKa свира сузафон на неколико песама бенда.
Туба Гудинг млађи (Дејмон Брајсон) свира сузафон за групу The Roots.